# Byens Herkules
Byens Herkules er en stumfilm fra 1919 instrueret af Lau Lauritzen Sr.